# Drepanoxiphus elegans
Drepanoxiphus elegans är en insektsart som först beskrevs av Brunner von Wattenwyl 1895.  Drepanoxiphus elegans ingår i släktet Drepanoxiphus och familjen vårtbitare. Inga underarter finns listade i Catalogue of Life.